# Maurice Baudoux
Maurice Baudoux OC (* 10. Juli 1902 in La Louvière, Belgien; † 1. Juli 1988) war ein kanadischer Geistlicher der Römisch-katholischen Kirche und Erzbischof von Saint-Boniface.

## Leben
Maurice Baudoux kam als Neunjähriger nach Kanada, studierte Theologie an der Universität Laval und empfing am 17. Juli 1929 die Priesterweihe.
Papst Pius XII. bestellte ihn am 7. August 1948 zum ersten Bischof von Saint Paul in Alberta. Die Bischofsweihe spendete ihm der Apostolische Delegat in Kanada, Ildebrando Antoniutti, am 28. Oktober desselben Jahres; Mitkonsekratoren waren Henri-Jean-Marie Prud’homme, emeritierter Bischof von Prince-Albert, und Philip Francis Pocock, Bischof von Saskatoon. Am 4. März 1952 wurde er zum Koadjutor von Saint-Boniface bestellt und gleichzeitig zum Titularerzbischof von Preslavus ernannt. Nach dem Tod von Arthur Béliveau folgte er ihm am 14. September 1955 als Erzbischof von Saint-Boniface nach.
Er nahm an allen vier Sitzungsperioden des Zweiten Vatikanischen Konzils teil. Am 7. September 1974 nahm Papst Paul VI. sein altersbedingtes Rücktrittsgesuch an.